# Lupita D’Alessio
Lupita D’Alessio, właściwie María Guadalupe Contreras Ramos (ur. 10 marca 1954 w Tijuanie) – meksykańska piosenkarka i aktorka telewizyjna i filmowa. Nagrała setki utworów, w tym hity „La Diferencia”, „Inocente Pobre Amiga”, „Mudanzas” i „Acariciame”.

## Dyskografia
- Juro Que Nunca Volveré
- Cuentos De Los Bosques De Vien
- Discotheque
- Lo mejor con la mejor
- Otra vez
- Que se detenga el tiempo
- Soy Como Toda Mujer (1989)
- Tiempo De Amar (1991)
- Boleros De Siempre (1991)
- Aprendiendo a Amar
- La D’alessio (1993)
- Desde Mi Libertad (1994)
- No Me Pregunten (1995)
- Gaviota del Aire (1995)
- Si yo pudiera detener el tiempo(1996)
- Románticas (1996)
- Cara A Cara (1997)
- Algo Desconocido (1997)
- Lo Blanco Y Lo Negro (2001)
- Para Toda La Vida (2002)

## Telewizja
- Paloma (1972)
- Ana del aire (1973)
- Pacto de amor (1977)
- Aprendiendo a amar (1979)
- Tiempo de amar (1987)
- Lo blanco y lo negro (1992)
- Ellas, inocentes o culpables (2000)

## Filmografia
- Hoy voy a cambiar (1983)
- Siempre en Domingo (1984)
- Mentiras (1986)